# Шичепшин
Шичепши́н (шикапши́на, адыг. шыкӏэпщын, кабард.-черк. шыкӏэпшынэ, от шы — «конь», кӏэ — «хвост», пщын(э) — «музыкальный инструмент») — адыгский народный струнный смычковый инструмент.
Был популярен вплоть до конца XIX века; играли на шичепшине преимущественно мужчины. В XX веке встречался редко и главным образом у стариков, однако на данный момент традиция игры возрождается, и инструмент постепенно возвращает свою популярность. Немаловажную роль в возрождение шичепшина сыграл адыгейский художник и музыкальный педагог Замудин Гучев, его первые ученики в 2005 году создали ансамбль «Жъыу», исполняющий адыгскую народную музыку, и в том числе, использует в своём репертуаре и шичепшин.

## Корпус и манера игры
Веретенообразный долблёный корпус (ширина 80—170 мм), шейка (длина 140—250 мм) и круглая головка изготовляются из одного куска дерева (груши, липы, клёна и др.). Общая длина 650—770 мм. Верхняя дека из тонкой доски снабжена резонаторными отверстиями в форме скобок, точек, сердечка и т. п.; 2—3 струны из скрученного пучка волос из конского хвоста проходят через деревянную подставку, внизу привязываются к кожаным струнодержателям, продетым через отверстия в нижней части корпуса, вверху прикрепляются к вертикальным колкам, вставленным в головку. На шейке струны перехватываются кожаной петлёй, перемещение которой вдоль шейки изменяет высоту звучания. Обычно струны настраиваются в квинту, реже в кварту, диапазон звучания — до двух октав. Звучит приглушённо.
На слегка изогнутое древко смычка (из прочного дерева) натягивается пучок волос конского хвоста; их натяжение регулируют 2—3 пальцами, вставляемыми между пучком волос и древком.
При игре шичепшин держат вертикально, упирая низ корпуса о колено.
Используется для аккомпанемента сольному и хоровому пению, иногда в ансамбле с камылем и пхачичем; исполнитель на шичепшине обычно является и певцом-сказителем.